# Aloe guerrae
Aloe guerrae é uma espécie de liliopsida do gênero Aloe, pertencente à família Asphodelaceae.